# 奇瓦科特尔山
奇瓦科特尔山是金星上的一座山脉，名称源于阿兹台克神话中的的生育女神，奇瓦科特尔。該山脈綿延約100公里。

## 外部連結
- Ciuacoatl Mons, Gazetteer of Planetary Nomenclature（页面存档备份，存于）